# Centro Juan Pablo II

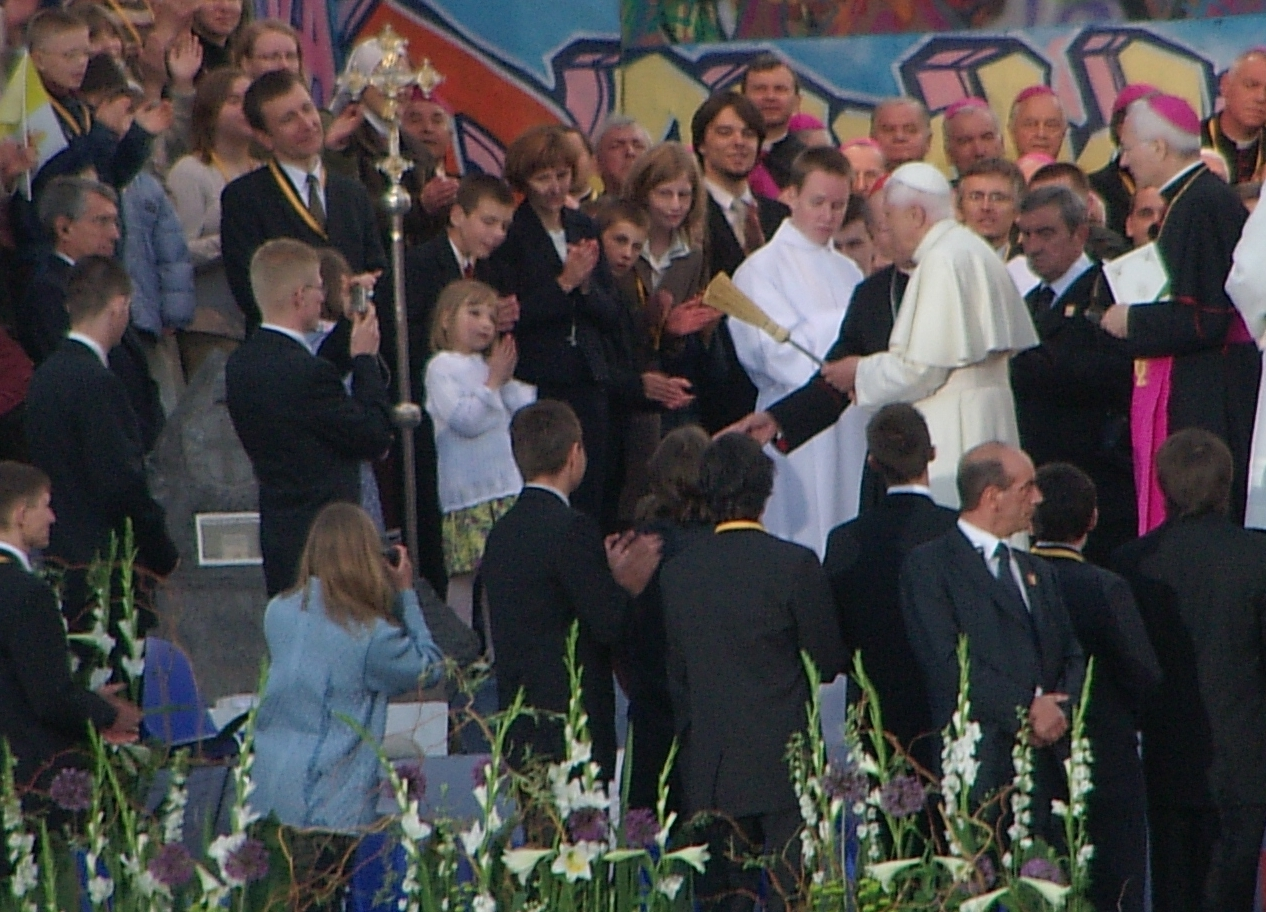
Benedicto XVI bendice la primera piedra del Centro Juan Pablo II “No tengáis miedo”

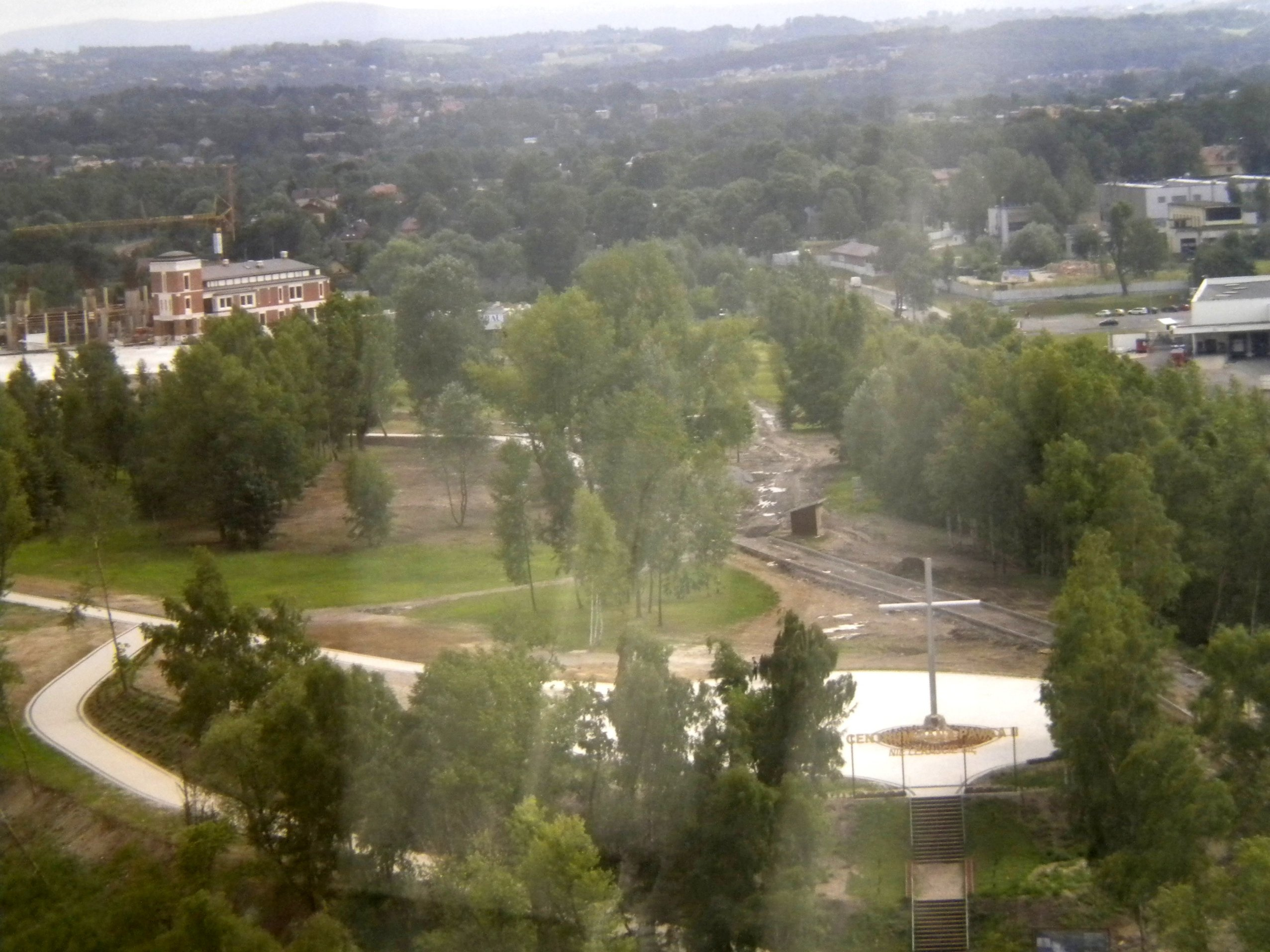
Terreno de construcción del Centro Juan Pablo II “No tengáis miedo” na "Białych Morzach", antiguos terrenos de la fábrica química Solvay, en Łagiewniki, Cracovia

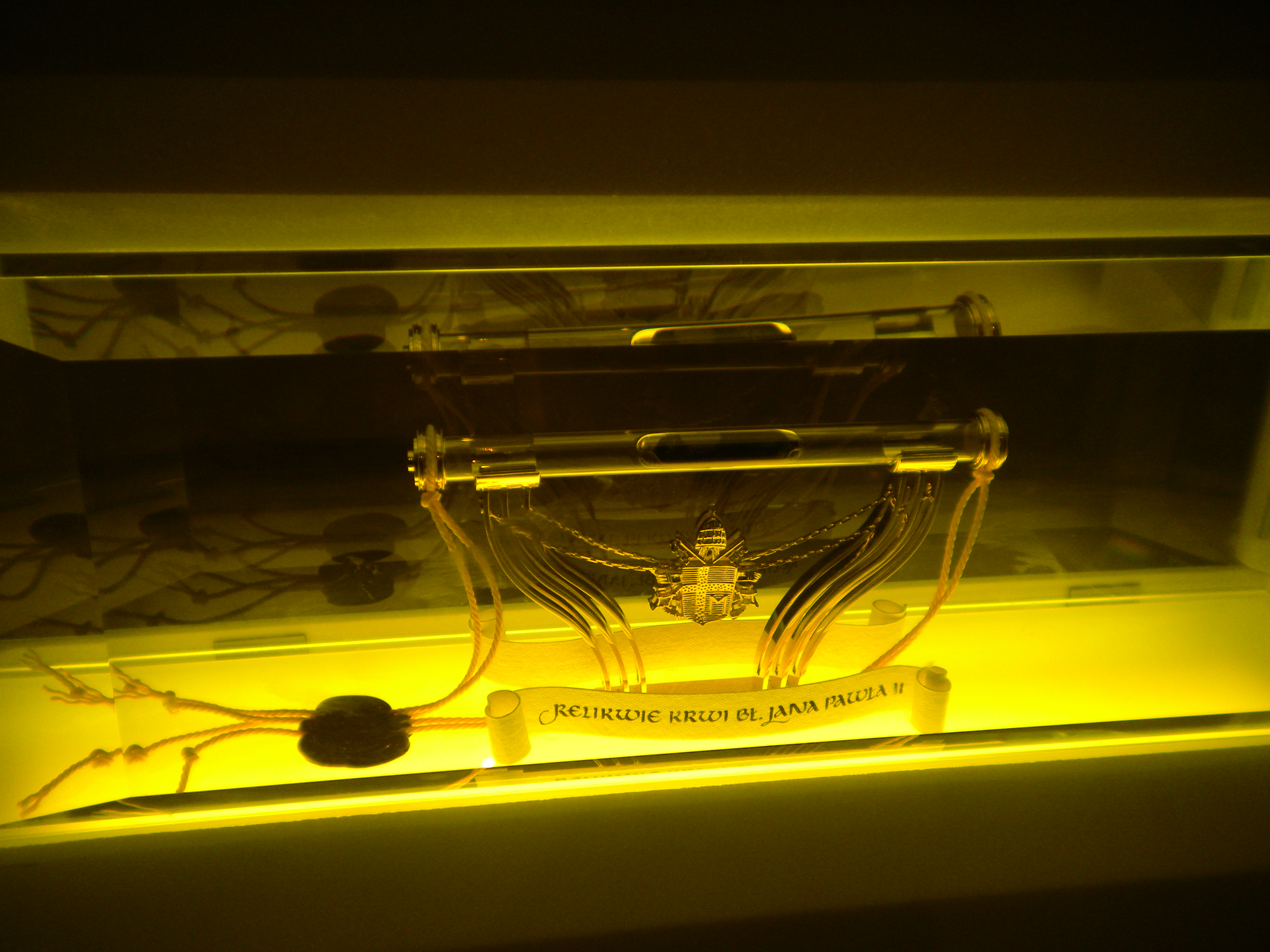
Relicario con sangre de san Juan Pablo II colocado en el altar de la capilla baja del Centro Juan Pablo II “No tengáis miedo”

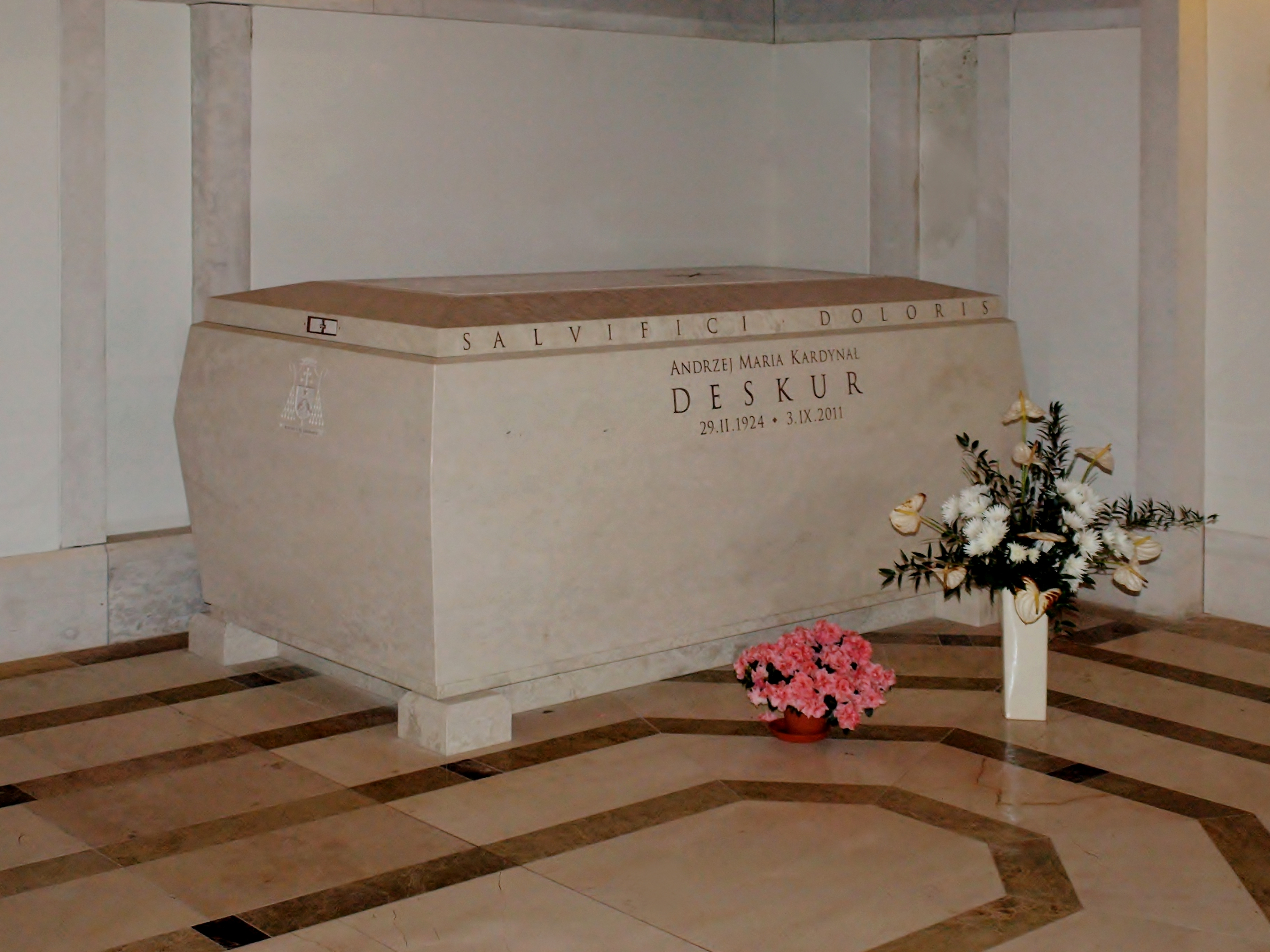
Sarcófago del cardenal Andrés María Deskur

El Centro Juan Pablo II “No tengáis miedo” es una institución dedicada al estudio de la vida y obras del papa Juan Pablo II situado en Cracovia. El Centro ha sido construido como voto de acción de gracias de la nación polaca por el pontificado de Juan Pablo II. El nombre del centro está tomado de las palabras del papa pronunciadas durante la misa de inauguración de su pontificado en 1978: No tengáis miedo. Abrid de par en par las puertas a Cristo!
De acuerdo con los estatutos, este centro ha sido instituido como memoria histórica del pontificado de Juan Pablo II y tiene como finalidad difundir y desarrollar, de modo creativo, la herencia del papa polaco, promoviendo la espiritualidad, la cultura y las tradiciones relacionadas con su persona, y también con su actividad científica y educativa, así como la ayuda a los necesitados.
La sede de esta institución se encuentra junto al Santuario de la Divina Misericordia en los terrenos que fueron propiedad de la empresa química Solvay, en Jugowicach.
El 11 de mayo de año 2007 el cardenal Stanisław Dziwisz, arzobispo metropolitano de Cracovia, bendijo el principio de las obras. El inicio oficial de la construcción fue el 11 de octubre de 2008.
El autor del proyecto es el arquitecto Andrzej Mikulski. El proyecto contiene la iglesia dedicada a San Juan Pablo II, la casa (que alberga un museo, biblioteca del Instituto, capilla, oratorio y centro de conferencias), el centro de retiros espirituales, el centro del formación del voluntariado, la torre con su terraza de vistas, servicio de hoteles, anfiteatro abierto, viacrucis, parque móvil, etc. 
El 12 de junio de 2011 se colocó en el altar de la capilla baja del santuario una reliquia de sangre de Juan Pablo II.